# Sebastián Palacios
Sebastián Alberto Palacios (Juan Bautista Alberdi, Provincia de Tucumán, Argentina; 20 de enero de 1992) es un futbolista argentino. Juega como delantero y su primer equipo fue Boca Juniors. Actualmente milita en Levadiakos de la Superliga de Grecia.

## Trayectoria

### Boca Juniors
Sebastián Palacios se inició futbolísticamente en el Club Infantil Los Leoncitos, que pertenece al Club Social y Deportivo Marapa de Ciudad Alberdi, de la Provincia de Tucumán, de donde es oriundo. Luego se sumó a las inferiores de Boca Juniors.
El 13 de enero de 2013 jugó sus primeros minutos con la camiseta Xeneize reemplazando a Nicolás Blandi en un encuentro amistoso frente a Racing disputado en el Estadio José María Minella de Mar del Plata que terminó con derrota 2 a 1.
El 3 de marzo de 2013 hizo su debut en Primera División siendo titular en la derrota de Boca 3 a 1 ante Unión de Santa Fe, donde cumplió una buena actuación con su velocidad y con remates al arco. Una semana después, Palacios entra al campo desde el banco en reemplazo del uruguayo Emiliano Albín a los 73'. Boca, que perdía 1-0 con Atlético Rafaela, logró llegar al empate gracias a un centro que él propinó a los 82' de juego, conectándose con Blandi.
El 21 de marzo juega de titular contra Excursionistas por la Copa Argentina. En dicho encuentro asiste otra vez a Nicolás Blandi, aportando una vez más para el club y mostrando gran nivel futbolístico. El partido terminó 4 a 0 a favor del equipo azul y oro.

### Unión de Santa Fe
En julio de 2013, Boca Juniors decide cederlo a préstamo a Unión de Santa Fe. Tras buenas actuaciones, vuelve a Boca en julio de 2014.

### Arsenal de Sarandí
Tras una muy buena temporada en equipo santafesino, el Tucu vuelve del préstamo a Boca Juniors. En el club de la Ribera jugaría varios amistosos tanto de titular como de suplente pero, debido a las escasas posibilidades de hacerlo oficialmente, y luego de varias ofertas, es cedido por seis meses a Arsenal de Sarandí. Debido a su buena rendimiento en el conjunto del Viaducto, arregla otro préstamo con Arsenal por seis meses más.

### Regreso a Boca Juniors
Sin embargo, una lesión de Cristian Pavón que lo alejaría del fútbol por tres meses propició el regreso de Palacios a Boca. Como todavía no había firmado la extensión del préstamo con Arsenal de Sarandí, el técnico boquense Rodolfo Arruabarrena pidió por su vuelta.
En su regreso a Boca, jugaría su primer partido amistoso ni más ni menos que contra River Plate, el 31 de enero de 2015. Palacios marcaría el segundo gol del conjunto xeneize y luego asistió a Andrés Chávez para que marque el tercer gol de Boca. El partido terminaría en un histórico 5 a 0 a favor de Boca, frente a un River que se quedó con ocho jugadores en cancha. A los 15 minutos del segundo tiempo es reemplazado por Guido Vadalá. 
En el primer partido de Boca de la temporada, el 15 de febrero, y por la primera fecha del Campeonato de Primera División 2015, Palacios empezó en el banco de suplentes pero entraría en el complemento en lugar de Juan Manuel Martínez, donde anotó dos goles en pocos minutos para la victoria 3-1 frente a Olimpo de Bahía Blanca. Unos días más tarde, en el primer partido de Boca en la Copa Libertadores 2015, el 18 de febrero, Palacios jugaría su primer partido internacional y, por si fuera poco, anotó su primer gol fuera de Argentina, en la victoria del Xeneize sobre Palestino de Chile por 2 a 0. 
A mediados del 2015, y con la vuelta de Carlos Tévez al club, Palacios acabó formando una peligrosa delantera junto a Jonathan Calleri y con el "Apache" un poco más atrasado, logrando así sus primeros títulos como profesional: el Campeonato de Primera División y la Copa Argentina.
En 2016, tras un arranque muy flojo del equipo, Rodolfo Arruabarrena sería despedido del cargo y llegaría en su lugar Guillermo Barros Schelotto. El Mellizo le daría menos lugar en el equipo a Palacios, a la par de que Cristian Pavón se iría apoderando del puesto de delantero que ocupaba el tucumano. Esta situación obligaría a Sebastián Palacios a buscar nuevos horizontes.

### Talleres de Córdoba
A mediados de 2016, Sebastián Palacios desembarcaría en Talleres de Córdoba, club que regresaba a la Primera División después de 12 años y que decidió adquirir el 50% de su pase.
Con el conjunto cordobés disputaría el Campeonato de Primera División 2016/17, siendo titular indiscutido. Su rendimiento en la "T" fue brillante, disputando 29 partidos en los cuales marcó ocho goles y dio una asistencia. Sus buenas performances llamaron la atención de varios equipos, entre ellos el Pachuca de México. Al finalizar la temporada, el delantero tucumano fue vendido al conjunto azteca por U$D 5.600.000 -una cifra exorbitante-, aunque se acordó que Palacios desembarcaría en México recién a comienzos del 2018.
Durante el segundo semestre del año 2017, el tucumano disputó nueve partidos por la Superliga Argentina 2017/18 en los que anotó tres goles y dio una asistencia. Su último encuentro con la camiseta de Talleres fue frente a Colón de Santa Fe en condición de visitante, en donde los cordobeses ganaron 2-0 y Palacios se anotó con un gol, para así despedirse de muy buena manera del equipo albiazul.

### Pachuca
Ya actuando con la camiseta de Los Tuzos, Palacios empezó su participación ingresando desde el banco frente a Pumas, en la primera fecha del Torneo Clausura 2018. El encuentro finalizó con triunfo de este último por 3 a 2. 
En su segundo partido, Palacios ingresaría nuevamente desde el banco, aunque esta vez fue fundamental: una asistencia suya posibilitó el agónico empate del Pachuca 2 a 2 frente al América en el Estadio Azteca.
No sería hasta la novena fecha que lograría marcar su primer gol en México: fue en un triunfo 2-1 de su equipo frente al León, donde el tucumano marcó el empate transitorio apenas tres minutos después de haber ingresado desde el banco de los suplentes.
En la decimocuarta fecha de aquel torneo, el delantero tucumano tendría su tarde de gloria: anotó cuatro goles y dio una asistencia en la paliza de su equipo 6-2 frente al Puebla.
En el Torneo Clausura, Palacios totalizó 16 encuentros, 7 goles y 3 asistencias. Ese mismo semestre disputó cuatro partidos por la Copa MX, aunque sin lograr goles ni asistencias.

### Independiente
En junio de 2019, Sebastián Palacios fue presentado como nuevo jugador de Independiente. Desde su llegada al club, Palacios anotó dos goles en 17 partidos

## Clubes
- Actualizado al 18 de agosto de 2025

| Club | Div.                | Temporada           | Liga | Liga | Liga | Copa Nacional(1) | Copa Nacional(1) | Copa Nacional(1) | Copa Internacional(2) | Copa Internacional(2) | Copa Internacional(2) | Total | Total | Total |
| Club | Div.                | Temporada           | PJ   | G    | A    | PJ               | G                | A                | PJ                    | G                     | A                     | PJ    | G     | A     |
| --- | ------------------- | ------------------- | ---- | ---- | ---- | ---------------- | ---------------- | ---------------- | --------------------- | --------------------- | --------------------- | ----- | ----- | ----- |
| Boca Juniors Argentina | 1.ª                 | 2012/13             | 6    | 0    | 1    | 1                | 0                | 1                | 0                     | 0                     | 0                     | 7     | 0     | 2     |
| Boca Juniors Argentina | 1.ª                 | 2015                | 18   | 5    | 3    | 3                | 0                | 0                | 2                     | 1                     | 0                     | 23    | 6     | 3     |
| Boca Juniors Argentina | 1.ª                 | 2016                | 13   | 1    | 1    | 0                | 0                | 0                | 6                     | 1                     | 0                     | 19    | 2     | 1     |
| Boca Juniors Argentina | Total               | Total               | 37   | 6    | 5    | 4                | 0                | 1                | 8                     | 2                     | 0                     | 49    | 8     | 6     |
| Unión Argentina | 2.ª                 | 2013/14             | 39   | 9    | 5    | -                | -                | -                | -                     | -                     | -                     | 39    | 9     | 5     |
| Unión Argentina | Total               | Total               | 39   | 9    | 5    | -                | -                | -                | -                     | -                     | -                     | 39    | 9     | 5     |
| Arsenal Argentina | 1.ª                 | 2014                | 18   | 2    | 1    | -                | -                | -                | -                     | -                     | -                     | 18    | 2     | 1     |
| Arsenal Argentina | Total               | Total               | 18   | 2    | 1    | -                | -                | -                | -                     | -                     | -                     | 18    | 2     | 1     |
| Talleres Argentina | 1.ª                 | 2016/17             | 29   | 9    | 3    | 1                | 0                | 0                | -                     | -                     | -                     | 30    | 9     | 3     |
| Talleres Argentina | 1.ª                 | 2017/18             | 9    | 3    | 1    | 1                | 0                | 0                | -                     | -                     | -                     | 10    | 3     | 1     |
| Talleres Argentina | 1.ª                 | 2018/19             | 5    | 3    | 2    | 5                | 4                | 0                | 4                     | 0                     | 1                     | 14    | 7     | 3     |
| Talleres Argentina | 1.ª                 | 2024                | 13   | 2    | 1    | 1                | 0                | 0                | 1                     | 0                     | 0                     | 15    | 2     | 1     |
| Talleres Argentina | 1.ª                 | 2025                | 11   | 0    | 0    | 1                | 0                | 0                | 3                     | 0                     | 0                     | 15    | 0     | 0     |
| Talleres Argentina | Total               | Total               | 67   | 17   | 7    | 9                | 4                | 0                | 8                     | 0                     | 1                     | 84    | 21    | 8     |
| Pachuca · México | 1.ª                 | 2018-C              | 16   | 7    | 3    | 4                | 0                | 0                | -                     | -                     | -                     | 20    | 7     | 3     |
| Pachuca · México | 1.ª                 | 2018-A              | 12   | 0    | 4    | 4                | 1                | 1                | -                     | -                     | -                     | 16    | 1     | 5     |
| Pachuca · México | Total               | Total               | 28   | 7    | 7    | 8                | 1                | 1                | -                     | -                     | -                     | 36    | 8     | 8     |
| Independiente Argentina | 1.ª                 | 2019/20             | 14   | 2    | 1    | 2                | 0                | 0                | 2                     | 0                     | 0                     | 18    | 2     | 1     |
| Independiente Argentina | 1.ª                 | 2021                | 9    | 0    | 4    | 17               | 4                | 1                | 7                     | 0                     | 0                     | 33    | 4     | 5     |
| Independiente Argentina | Total               | Total               | 23   | 2    | 5    | 19               | 4                | 1                | 9                     | 0                     | 0                     | 51    | 6     | 6     |
| Newell's Old Boys Argentina | 1.ª                 | 2019/20             | 6    | 2    | 0    | 1                | 0                | 1                | -                     | -                     | -                     | 7     | 2     | 1     |
| Newell's Old Boys Argentina | 1.ª                 | 20                  | -    | -    | -    | 12               | 6                | 1                | -                     | -                     | -                     | 12    | 6     | 1     |
| Newell's Old Boys Argentina | Total               | Total               | 6    | 2    | 0    | 13               | 6                | 2                | -                     | -                     | -                     | 19    | 8     | 2     |
| Panathinaikos · Grecia | 1.ª                 | 2021/22             | 35   | 11   | 2    | 8                | 2                | 1                | -                     | -                     | -                     | 43    | 13    | 3     |
| Panathinaikos · Grecia | 1.ª                 | 2022/23             | 33   | 6    | 2    | 4                | 0                | 0                | 1                     | 0                     | 0                     | 38    | 6     | 2     |
| Panathinaikos · Grecia | 1.ª                 | 2023/24             | 25   | 6    | 7    | 3                | 0                | 0                | 11                    | 1                     | 1                     | 39    | 7     | 8     |
| Panathinaikos · Grecia | Total               | Total               | 93   | 23   | 11   | 15               | 2                | 1                | 12                    | 1                     | 1                     | 120   | 26    | 13    |
| Levadiakos · Grecia | 1.ª                 | 2025/26             | 0    | 0    | 0    | 1                | 0                | 0                | -                     | -                     | -                     | 1     | 0     | 0     |
| Levadiakos · Grecia | Total               | Total               | 0    | 0    | 0    | 1                | 0                | 0                | -                     | -                     | -                     | 1     | 0     | 0     |
| Total en su carrera | Total en su carrera | Total en su carrera | 311  | 68   | 41   | 69               | 17               | 6                | 37                    | 3                     | 2                     | 417   | 88    | 49    |
| (1) Incluye Copa Argentina, Copa MX, Copa de la Superliga y Copa de Grecia. (2) Incluye Copa Libertadores, Copa Sudamericana, Conference League, Champions League y Europa League. |                     |                     |      |      |      |                  |                  |                  |                       |                       |                       |       |       |       |

## Palmarés

### Campeonatos nacionales
| Título                  | Club                | País      | Año  |
| ----------------------- | ------------------- | --------- | ---- |
| Primera División        | Boca Juniors        | Argentina | 2015 |
| Copa Argentina          | Boca Juniors        | Argentina | 2015 |
| Copa de Grecia          | Panathinaikos       | Grecia    | 2022 |
| Copa de Grecia          | Panathinaikos       | Grecia    | 2024 |
| Supercopa Internacional | Talleres de Córdoba | Argentina | 2025 |